# Phare de Tistlarna
Le phare de Tistlarna (en suédois : Tistlarnas fyr) est un  feu situé sur l'île de Tistlarna au sud de l'Archipel de Göteborg, appartenant à la commune de Göteborg, dans le Comté de Västra Götaland (Suède).

## Histoire
L'île de Tistlarna est l'île la plus au sud de l'archipel Göteborg dans le Cattégat à environ 6 km au sud-ouest de Vrångö. Elle fait partie de la réserve naturelle de Västergötland (Vrångöskärgårdens naturreservat).
L'île a d'abord été pourvu d'une station de pilotes en 1870 et du phare en 1906. Il a été habité jusqu'en 1969 lorsque l'île a été électrifié et le phare automatisé. Le phare a été endommagé par le temps et rénové pendant les années 1940, changeant son apparence. Le phare a été reconstitué en 1969, quand il a été converti du kérosène à l'énergie électrique. La lentille de Fresnel de 2e ordre originale de fabrication française Henry Lepaute est toujours dans la lanterne, mais n'est plus utilisée. Elle est remplacée par une lumière en haut d'un mât placé sur le dôme.
Les constructions de station légères du phare ont été vendues en 1991 et sont privées, le phare reste la propriété de l'administration maritime suédoise.

## Description
Le phare  est une tour circulaire de 10 mètres de haut, avec double galerie et une grosse lanterne noire, attachée à une maison de gardien. Le phare est peint en blanc et le dôme de la lanterne est gris métallique. Il émet, à une hauteur focale de 23 mètres, deux longs éclats blancs toutes les 15 secondes. Sa portée nominale est de 18 milles nautiques (environ 33 km).
Identifiant : ARLHS : SWE-392 ; SV-7484 - Amirauté : C0625 - NGA : 1160 .

## Caractéristique dufeu maritime
Fréquence : 15 secondes (W-W)
- Lumière : 2 secondes
- Obscurité : 3 secondes
- Lumière : 2 secondes
- Obscurité : 8 secondes

|       |
| L'île |

|          |
| Le phare |

### Lien connexe
- Liste des phares de Suède